# Moosbach
Moosbach település Németországban, azon belül Bajorországban. Lakosainak száma 2378 fő (2023. december 31.).

## Népesség
A település népessége az elmúlt években az alábbi módon változott:
| Lakosok száma | 776  | 969  | 2649 | 2639 | 2473 | 2461 | 2430 | 2433 | 2370 | 2378 |
|               | 1875 | 1950 | 1975 | 1987 | 2012 | 2014 | 2016 | 2017 | 2021 | 2023 |